# Tratado de Campoformio

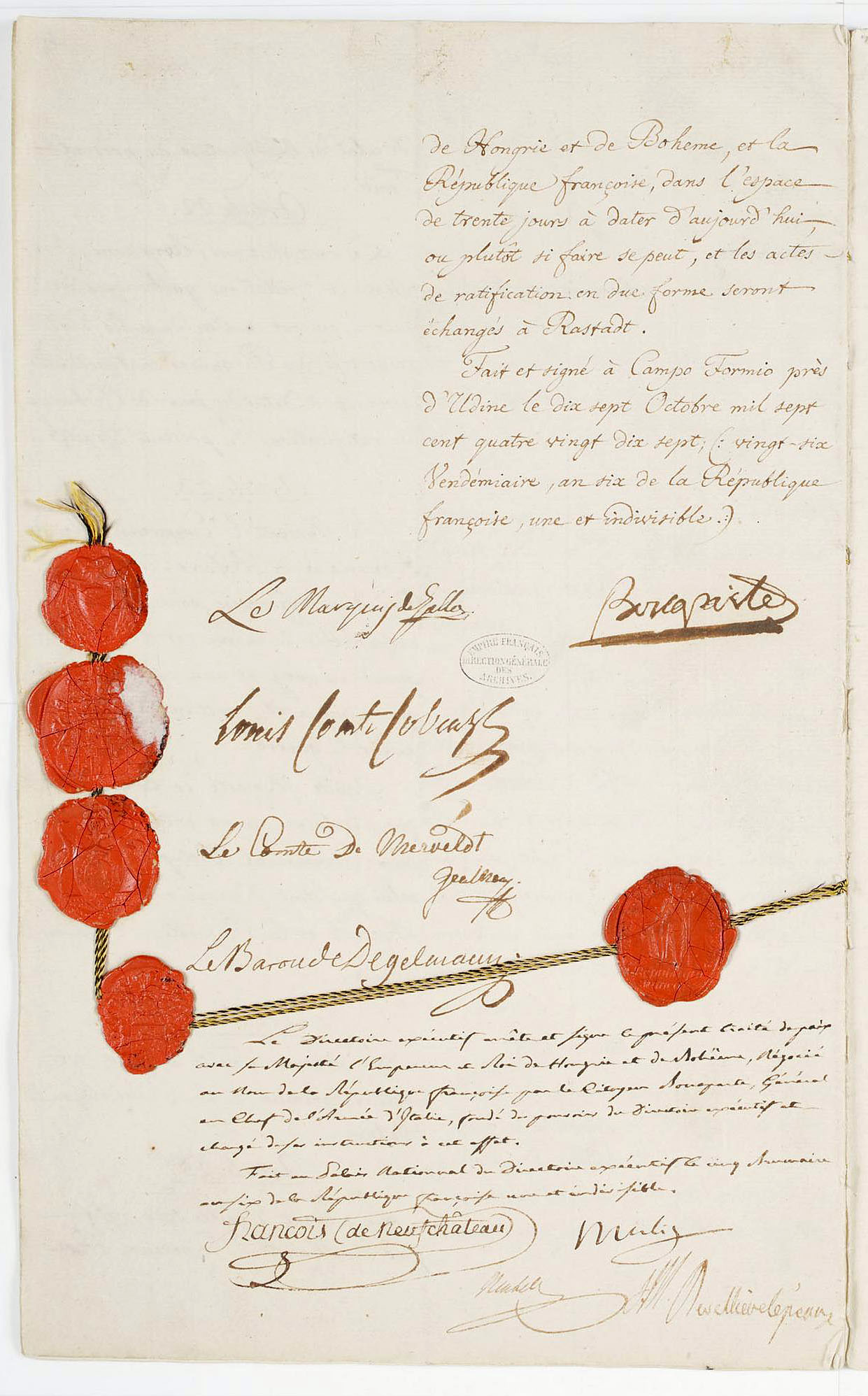
Última página da parte pública do tratado

O Tratado de Campo Formio ou Tratado de Campoformio (hoje Campoformido) foi assinado em 17 de outubro de 1797 (26 Vendémiaire VI) por Napoleão Bonaparte e o conde Philipp von Cobenzl como representantes da República Francesa e da monarquia austríaca, respectivamente. O tratado se seguiu ao armistício de Leoben (18 de abril de 1797), que foi imposto aos Habsburgos pela campanha vitoriosa de Napoleão na Itália. Terminou a Guerra da Primeira Coalizão e deixou a Grã-Bretanha lutando sozinha contra a França revolucionária.
Os artigos públicos do tratado diziam respeito apenas à França e à Áustria e exigiam a realização de um Congresso de Rastatt para negociar uma paz final para o Sacro Império Romano. Nos artigos secretos do tratado, a Áustria, como estado pessoal do imperador, prometia trabalhar com a França para certos fins no congresso. Entre outras disposições, o tratado significou o fim definitivo da antiga República de Veneza, que foi dissolvida e dividida pelos franceses e austríacos.
O congresso não conseguiu alcançar a paz e, no início de 1799, a França e a Áustria estavam novamente em guerra. A nova guerra, a Guerra da Segunda Coalizão, terminou com a Paz de Lunéville, uma paz para todo o império, em 1801.

## Localização
Campo Formio, agora chamado Campoformido, é uma vila a oeste de Udine na região histórica de Friuli, no nordeste da Itália, no meio entre a sede austríaca em Udine e a residência de Bonaparte. O comandante francês residia na Villa Manin, a mansão de campo de Ludovico Manin, o último Doge de Veneza, perto de Codroipo. O tratado foi assinado em uma antiga casa na praça principal da vila, de propriedade de Bertrando Del Torre, comerciante local.
Em 18 de janeiro de 1798, as tropas austríacas entraram em Veneza e, três dias depois, realizaram uma recepção oficial no Palácio Ducal, onde Ludovico Manin foi um convidado de honra.

## Termos

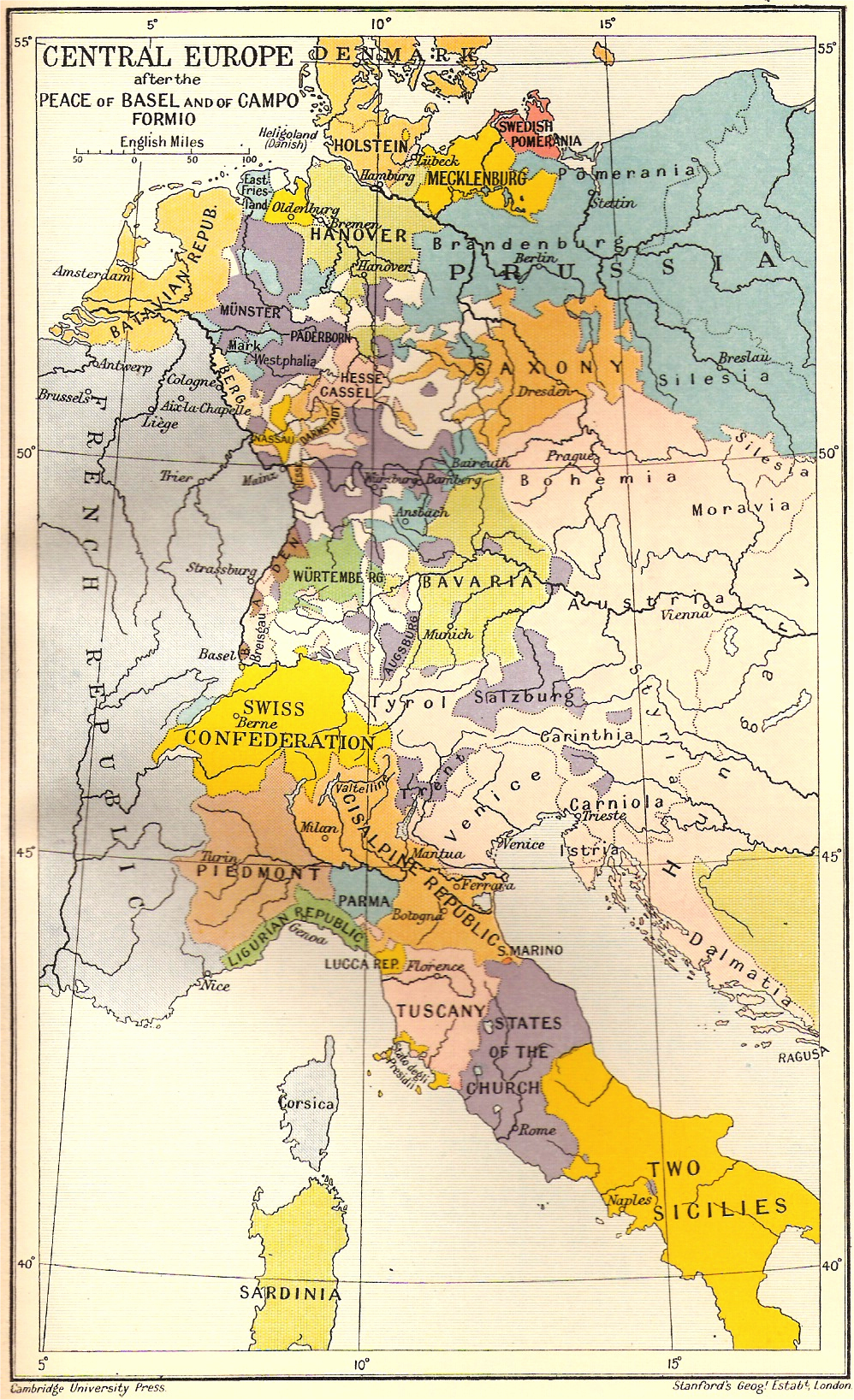
Mapa mostrando a Europa Central após o Tratado de Campo Formio.

Além das cláusulas usuais de "paz firme e inviolável", o tratado transferiu vários territórios austríacos para as mãos dos franceses. As terras cedidas incluem a Holanda austríaca (a maior parte da Bélgica moderna). Os territórios da República de Veneza foram divididos entre os dois estados: certas ilhas no Mediterrâneo, incluindo Corfu e outras possessões venezianas no mar Jônico, foram entregues aos franceses, enquanto a cidade de Veneza com Terraferma (continente veneziano), Istria veneziana, Dalmácia veneziana e a Baía de Kotor foram entregues ao imperador Habsburgo. A Áustria reconheceu a República Cisalpina e a recém-criada República da Ligúria, formada por territórios genoveses, como potências independentes.
Além disso, os estados do Reino da Itália deixaram formalmente de dever lealdade ao Sacro Imperador Romano, finalmente encerrando a existência formal daquele Reino (o Reino da Itália), que, como propriedade pessoal do Imperador, existia de jure mas não de facto desde pelo menos o século XIV.
O tratado também continha cláusulas secretas assinadas por Napoleão e representantes do imperador austríaco, que dividiu alguns outros territórios, tornou a Ligúria independente e concordou com a extensão das fronteiras da França até o Reno, o Nette e o Roer. A livre navegação francesa foi garantida no Reno, no Mosa e no Mosela. A República Francesa foi expandida para áreas que nunca antes estiveram sob o controle francês.
O tratado foi redigido e assinado após cinco meses de negociações. Era basicamente o que havia sido acordado antes no Tratado de Leoben em abril de 1797, mas as negociações foram desdobradas por ambas as partes por uma série de razões. Durante o período de negociação, os franceses tiveram que esmagar um golpe monarquista em setembro. Isso foi usado como causa para a prisão e deportação de deputados monarquistas e moderados do Diretório.
O biógrafo de Napoleão, Felix Markham, escreveu que "a divisão de Veneza não foi apenas uma mancha moral no acordo de paz, mas deixou a Áustria um ponto de apoio na Itália, o que só poderia levar a novas guerras". Na verdade, a Paz de Campo Formio, embora tenha remodelado o mapa da Europa e marcado um passo importante na fama de Napoleão, foi apenas uma trégua. Uma consequência foi a Guerra dos Camponeses, que eclodiu no sul da Holanda em 1798, após a introdução do recrutamento francês.
Como resultado do tratado, Gilbert du Motier, marquês de Lafayette, um prisioneiro da Revolução Francesa, foi libertado do cativeiro austríaco.
Ao passar as possessões venezianas na Grécia, como as ilhas Jônicas, para o domínio francês, o tratado teve um efeito na história grega posterior que não era pretendido nem esperado na época.